# أوغستاس بيتشيوكفيتشيوس
أوغستاس بيتشيوكفيتشيوس مواليد 2 ديسمبر 1991 في فيلنيوس، هو لاعب كرة سلة ليتواني. بدأ مسيرته الاحترافية في سنة 2007. يلعب في الدوري البلجيكي لكرة السلة الدرجة الأولى كلاعب هجوم خلفي. يحمل الرقم 12.

## المسيرة الاحترافية
لعب مع نادي أتلتاس لكرة السلة في موسم 2009–2010، ثم لعب مع نادي ساكالي لكرة السلة من سنة 2010 إلى 2012، ثم لعب مع نادي تارتو لكرة السلة من سنة 2013 إلى 2015.

## روابط خارجية
- أوغستاس بيتشيوكفيتشيوس على موقع الاتحاد الدولي لكرة السلة (الإنجليزية)
- أوغستاس بيتشيوكفيتشيوس على موقع كرة السلة الأوروبية.كوم (الإنجليزية)
- أوغستاس بيتشيوكفيتشيوس على موقع ريلجم (الإنجليزية)
- أوغستاس بيتشيوكفيتشيوس على موقع بروبوليرز (الإنجليزية)